# شريف عثمان
شريف عثمان هو رباع بارالمبي مصري وصاحب الرقم العالمي والبارالمبي لمنافسات وزن 56 كجم، بوزن قدره 211 كجم. وحامل الميدالية الذهبية لنفس الوزن في الألعاب البارالمبية الصيفية 2016 التي أقيمت في ريو دي جانيرو.

## الميداليات
- الميدالية الذهبية في وزن 56 كجم في بطولة العالم التي أقيمت في كوريا عام 2006
- الميدالية الذهبية في وزن 56 كجم في بطولة العالم التي أقيمت في ماليزيا 2010
- الميدالية الذهبية في وزن 56 كجم في بطولة العالم التي أقيمت في الإمارات 2014
- الميدالية الذهبية في وزن 56 كجم في الألعاب البارالمبية الصيفية 2008 التي أقيمت في بكين
- الميدالية الذهبية في وزن 56 كجم في الألعاب البارالمبية الصيفية 2012 التي أقيمت في لندن
- الميدالية الذهبية في وزن 56 كجم في الألعاب البارالمبية الصيفية 2016 التي أقيمت في ريو دي جانيرو.[2]
- الميدالية الفضية في وزن 59  كجم في الألعاب البارالمبية الصيفية 2020 التي أقيمت في طوكيو.[3]